# Nolberto Solano
Nolberto Albino Solano Todco (Callao, 12 dicembre 1974) è un allenatore di calcio ed ex calciatore peruviano, di ruolo centrocampista.

## Caratteristiche tecniche
Nel 2008 è stato eletto dall'edizione spagnola di FIFA.com "Miglior specialista nel calcio di punizione".

## Carriera

### Club
Solano ha firmato il suo primo contratto da professionista per la squadra dello Sporting Cristal, squadra della massima serie peruviana, nel 1992 all'età di 17 anni. Alla fine di quell'anno Nolberto firmò un contratto per un anno con il Municipal, e l'anno dopo ancora ritorna allo Sporting alla fine del 1993.
Durante la sua seconda stagione allo Sporting Cristal e negli anni successivi, con il suo club vinse il campionato peruviano tre volte (1994, 1995, 1996) e arrivò nel 1997 alla finale di Coppa Libertadores; in quegli anni Nolberto diventò un membro fisso nella difesa dello Sporting.
Nel 1997, all'età di 22 anni, siglò un contratto per la squadra argentina del Boca Juniors. Quell'anno arrivò al secondo posto nel Pallone d'oro sudamericano, dietro al cileno Marcelo Salas
L'anno successivo Solano diventò il primo calciatore peruviano a militare nella Premiership inglese quando firmò per il Newcastle United. Il suo debutto avvenne il 22 agosto 1998, nella partita di campionato contro il Chelsea, entrando al 67'.
Nel gennaio 2004, durante il mercato invernale, si trasferì all'Aston Villa. Fece il suo debutto nell'Aston Villa nella partita vinta contro il Leicester City per 5-0.
Il 31 agosto 2005 passò al Newcastle United. Il costo dell'operazione fu di 1,5 milioni di sterline con più il prestito del centrocampista James Milner all'Aston Villa fino alla fine di quella stagione. Solano firmò un contratto di due anni, con l'opzione per il terzo.
Nella stagione 2006-2007, con l'infortunio di Stephen Carr e di altri, l'allenatore del Newcastle United, Glenn Roeder, decise di far giocare Solano come terzino destro. Verso la fine della stagione Solano allungò il suo contratto di un altro anno. Un mese dopo il peruviano cambiò idea, dicendo di voler trasferirsi a Londra per star più vicino alla sua famiglia. Come risultato il 31 agosto 2007 Solano approda al West Ham United.
Il 21 gennaio 2010 torna a calcare i campi di calcio inglesi legandosi al Leicester City fino al termine della stagione 2009-2010. Dopo 13 presenze viene acquistato dall'Hull City, con cui colleziona 11 presenze nella stagione 2010-2011.
Per la stagione successiva si trasferisce all'Hartlepool United, nella Football League One, con cui pone fine alla sua carriera da calciatore.

### Nazionale
Solano ha fatto il suo debutto per la Nazionale all'età di 18 anni, collezionando 95 presenze e 20 gol. Nel giugno 2005 decise di abbandonare la Nazionale per via del suo attrito con l'allora commissario tecnico del Perù Freddy Ternero, per poi tornare nel 2006, con il cambio di panchina a favore del nuovo ct Franco Navarro.

### Dopo il ritiro
Dopo aver chiuso con il calcio giocato, Solano ha intrapreso la carriera di allenatore, guidando Universitario, José Gálvez e Internacional de Toronto. Dal maggio del 2015 è entrato a far parte dello staff della nazionale peruviana guidata da Ricardo Gareca, in qualità di assistente tecnico.
Il 14 luglio 2023 viene chiamato a guidare a campionato in corso l'AFC Eskilstuna, club della seconda serie svedese che in quel momento occupava il penultimo posto della Superettan 2023 dopo tredici giornate. Viene sollevato dall'incarico il successivo 9 ottobre, con la squadra che nel frattempo, dopo aver essere inizialmente salita intorno a metà classifica, aveva successivamente perso quota fino a ritornare ad occupare il penultimo posto a quattro giornate dalla fine.

## Palmarès

### Club
- Campionato peruviano: 4

Sporting Cristal: 1994, 1995, 1996
Universitario de Deportes: 2009
- Coppa Intertoto UEFA: 1

Newcastle United: 2006

### Individuale
- Equipo Ideal de América: 1

1997
- Miglior specialista di calcio di punizione[1]

2008